# Le Fini des mers
Le Fini des mers (titre original : Chains of the Sea) est un roman court de science-fiction de Gardner R. Dozois paru en 1973 puis traduit en français et publié aux éditions Le Bélial' en 2018.

## Résumé
Tommy Nolan est un jeune garçon ayant la faculté de voir et de parler avec les Autres, des êtres intelligents peuplant la Terre mais dans un plan décalé du nôtre, comme un univers parallèle. Un jour, quatre vaisseaux extraterrestres arrivent sur la surface de la Terre mais leurs occupants ne communiquent pas avec les êtres humains. À l'inverse, les IA, intelligences artificielles créées par les hommes, parviennent à communiquer avec eux. À travers des discussions avec les Autres, Tommy découvre que les nouveaux venus sont semblables aux Autres et qu'ils vont démanteler le monde des humains.